# Acanthocope mendeleevi
Acanthocope mendeleevi is een pissebed uit de familie Munnopsidae. De wetenschappelijke naam van de soort is voor het eerst geldig gepubliceerd in 1998 door Malyutina.